# Демократический фронт (Перу)
Демократический фронт (исп. Frente Democrático; Fredemo) — бывшая правоцентристская экономически либеральная политическая коалиция Перу, образованная в 1988 году известным писателем, лауреатом Нобелевской премии Марио Варгасом Льосом. В коалицию входили его партия Движение свободы, Христианская народная (Народно-христианская) партия, Народное действие и Движение Bases Hayistas. Коалиция участвовала в муниципальных выборах 1989 года и всеобщих выборах 1990 года. На президентских выборах 1990 года Марио Варгас Льос считался безусловным фаворитом и легко вышел во 2-й тур, получив наибольшее число голосов, но во 2-м туре потерпел поражение от сельскохозяйственного инженера и ректора Национального аграрного университета Альберто Фухимори.